# Tasimia natasia
Tasimia natasia is een schietmot uit de familie Tasimiidae. De soort komt voor in het Australaziatisch gebied.